# Cecil la tortue
Cecil la tortue  (Cecil Turtle) est un personnage des cartoons Looney Tunes. Créé par Tex Avery, Bob Clampett, Friz Freleng, sa première apparition date de 1941 dans le dessin animé La tortue bat le lièvre (Tortoise Beats Hare).